# José Augusto Torres
José Augusto Torres, José Augusto da Costa Séneca Torres, född 8 september 1938 i Torres Novas, Santarém, död 3 september 2010 i Lissabon i Alzheimers sjukdom, var en portugisisk fotbollsspelare och tränare.

## Klubbar i karriären
- 1959/60 - 1970/71 - SL Benfica
- 1971/72- ? - Vitória Setúbal
- Avslutade karriären som spelande tränare i Estoril Praia

## Landslagsspel
José Torres spelade 33 matcher i det portugisiska landslaget. Debuten skedde mot Bulgarien den 23 januari 1963 i kvalet till EM 1964, matchen slutade 0-1.
Han deltog i det landslag som erövrade brons i VM i fotboll 1966.
Hans sista match, vid 35 års ålder, skedde också den mot Bulgarien den 13 oktober 1973 i kvalet till VM 1974, matchen slutade 2-2. 
Hans största framgång som tränare var kvalificeringen till fotbolls-VM 1986.